# Noasaurider
Noasauriderna (Noasauridae) är en familj theropoda dinosaurier inom infraordningen Ceratosauria och superfamiljen Abelisauroidea. Deras storlek var generellt relativt liten och de var byggda likt abelisauriderna. Den bäst kända noasauriden är Masiakasaurus från Madagaskar.
Gruppens definition är "alla theropoder som är närmare Noasaurus än Carnotaurus". Många arter har inkluderats i familjen genom tiderna, men de flesta baseras på mycket få eller dåligt bevarade fossil, vilket gör det svårt att avgöra släktskapsförhållanden.